# Vladislavas Švedas
Vladislavas Švedas (* 1. Juli 1944 in Moskau) ist ein russischer und war ein litauischer Politiker, einer der Organisatoren des Januarereignisse in Litauen 1991 in Vilnius.

## Leben
1967 absolvierte er das Diplomstudium der Mechanik am Kauno politechnikos institutas und 1983 das Studium an der Parteihochschule Vilnius. Von 1961 bis 1963 arbeitete er in Utena als Arbeiter, von 1967 bis 1969 als Technologe, Konstruktor, Meister, Leiter, von 1969 bis 1975 bei Komsomol, von 1975 bis 1990 bei Lietuvos komunistų partija. Von 1990 bis 1991 war er Deputat im Seimas. Von 1992 bis 1996 lebte er in Witebsk. Seit 1996 lebt er in Moskau bei Wladimir Wolfowitsch Schirinowski.